# Biezwil
Biezwil é uma comuna da Suíça, situada no distrito de Bucheggberg, no cantão de Soleura. Tem 4,18 km² de área e sua população em 2018 foi estimada em 305 habitantes.